# Margot Benary-Isbert
Margot Benary-Isbert, född 2 december 1889 i Saarbrücken, död 27 maj 1979 i Santa Barbara i Kalifornien, var en tysk-amerikansk skribent och barnboksförfattare.

## Biografi
Benary-Isbert föddes i Saarbrücken, i Rehnprovinsen i det Preussiska kungadömet, och växte upp i Frankfurt am Main, en del av Kejsardömet Tyskland. Hon var road av att berätta historier, och hennes skollärare rekommenderade henne att skriva dem som fiktion istället för att låta dem framstå som lögner, och hennes första publicering skedde när hon var 19 år. Hon studerade vid St. Carolus College, och en kortare tid vid universitetet i Frankfurt, och arbetade 1910–1917 som sekreterare vid museet för etnologi(en) i Frankfurt. År 1917 gifte hon sig med psykologen Wilhelm Benary. De flyttade ut till en bondgård vid Erfurt där hennes man drev deras familjeföretag, och Margot för en tid födde upp Grand Danois-hundar.

### Andra världskriget
Under andra världskriget sysslade Benary-Isbert med djuruppfödning för livsmedelsproduktion. Erfurt besattes av den amerikanska armén i april 1945 men blev en del av den sovjetiska ockupationszonen, och paret Benary-Isbert flyttade en kortare sträcka till trakten kring Göttingen som var i den brittiska ockupationszonen som senare blev Västtyskland. De delade lägenhet med två andra familjer, och där skrev Benary-Isbert "Arken" (Die Arche Noah). Många av hennes böcker utspelar sig i efterkrigstidens Tyskland, och ett återkommande tema är förmågan hos människor, speciellt barn, "att trots nästan omöjliga odds resa sig för att skapa sig nya liv".
Paret flyttade 1952 till USA, först till Chicago, och senare till Santa Barbara i Kalifornien. Margot blev amerikansk medborgare 1957 och arbetade hela sitt återstående liv som författare.

### Författarskap
De flesta av hennes böcker skrevs och publicerades på tyska, men en del blev översatta till engelska. Hon är känd för sin "mänskliga och realistiska beskrivning av personerna i sina böcker". En recensent i Times Literary Supplement skrev "Benarys romanfigurer är verkliga människor, de är påtagliga och verkliga, och deras liv, deras förhoppningar och deras sorger engagerar läsaren". Hennes berättarkonst fick positiva omdömen för att vara sammanhängande, trovärdig och rik på detaljer, bättre än många andra böcker i liknande genrer vid denna tid.

### Familj
Margot Benary-Isbert avled i maj 1979 i Santa Barbara. Hon var kusin till den tyske författaren Otto Albrecht Isbert (1901–1986).

### På svenska
- 1956 –  Arken: [en roman om ungdom och mod]. Stockholm: Bonnier. Libris 1191462
- 1957 –  Förtrollningen. Stockholm: Bonnier. Libris 1191471
- 1958 –  Rönngården. Stockholm: Bonnier. Libris 1191473
- 1959 –  Slottet vid gränsen. Stockholm: Bonnier. Libris 1191475
- 1960 –  Blå mysteriet. Önskeböckerna, 99-0163881-X ; 224. Stockholm: Bonnier. Libris 1191464
- 1961 –  Var inte rädd, Annegret. Stockholm: Bonnier. Libris 1191478

### Om Benary-Isbert
- 1999 – Wilcke, Gudrun (på tyska). Vergessene Jugendschriftsteller der Erich-Kästner-Generation. Kinder- und Jugendkultur, -literatur und -medien, 1435-4721 ; 4. Frankfurt am Main: Lang. Libris 5420319. ISBN 3631345887, behandlar nu glömda författare i Erich Kästners generation: Friedrich Feld, Ingeborg M. Engelhardt, Anna Müller-Tannewitz, Ernst Friedrich, Margot Benary-Isbert, Hans Leip, Irmgard von Faber du Faur, Fritz Mühlenweg, Alma Holgersen, Anna Maria Jokl